# Ángel Di María
Ángel Fabián Di María Hernández (Rosário, 14 de fevereiro de 1988) é um futebolista argentino que atua como meio-campista ou ponta-direita. Atualmente, joga pelo Rosario Central.
É um dos quatro jogadores — junto ao uruguaio Pedro Cea, e aos húngaros Zoltán Czibor e Ferenc Puskás — a marcar gols em finais de Copa do Mundo e do torneio olímpico de futebol, além de um dos 14 futebolistas campeões olímpicos e da Copa do Mundo FIFA. Junto com Messi, tornou-se o primeiro a vencer Copa do Mundo principal, Copa do Mundo Sub-20 e Olimpíadas.

## Carreira

### Rosario Central
Di María iniciou sua carreira profissional no Rosario Central em 2005, sendo promovido das categorias de base do clube argentino com apenas 17 anos. Em janeiro de 2007, o Rubin Kazan, da Rússia, chegou a oferecer um contrato para Di María, que acabou recusando. Após grande atuação no Mundial Sub-20 de 2007, onde marcou três gols e conquistou o título com a Argentina, o jogador chamou a atenção de grandes clubes da Europa. No clube de Rosário, atuou em 35 partidas e balançou as redes em seis oportunidades.

### Benfica

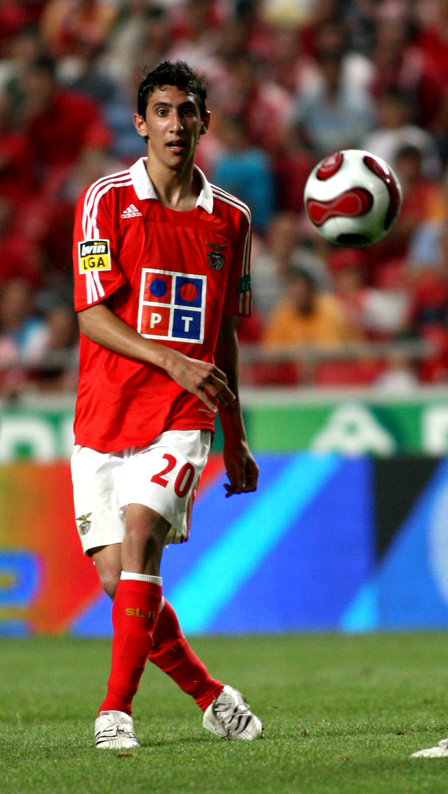
Di María no Benfica

Após diversas sondagens, Di María acabou assinando com o Benfica, de Portugal, por 6 milhões de euros (aproximadamente 8,3 milhões de dólares). Di María foi contratado pelo clube português com o intuito de substituir Simão Sabrosa, que acabara de deixar o clube para atuar pelo Atlético de Madrid. Conquistou a titularidade no Benfica em pouco tempo e viu o seu contrato melhorado, com um aumento substancial de seu salário.
Mas apenas na temporada 2009–10 é que o jovem extremo conseguiu demonstrar todo seu potencial com a camisa do Benfica; muitos dizem que isso aconteceu graças à confiança depositada nele pelo treinador Jorge Jesus. No clube português, esteve perto da marca dos 100 jogos (disputou 97) e conseguiu marcar 17 vezes até maio de 2010. Na temporada 2009–10, foi líder de assistências, oferecendo diversos passes para gols aos seus companheiros, sendo considerado o melhor jogador da Liga Portuguesa nessa época. Um dos seus melhores jogos ao serviço do Benfica foi no dia 22 de outubro de 2009, contra o Everton, pela Liga Europa da UEFA, em que Di María deu três assistências para gols, sendo o resultado final 5 a 0 e a maior derrota da equipa inglesa em competições europeias até à data. Outra das suas melhores exibições foi contra o Olhanense na antepenúltima jornada da Liga Portuguesa, tendo feito duas assistências, uma delas de passe de letra, marcando ainda um dos gols, numa vitória por 5 a 0 do Benfica.
Marcou o seu primeiro hat-trick da carreira num jogo contra o Leixões que o Benfica venceu por 4 a 0, e Di María viu ainda um dos seus gols ser mal anulado, perdendo a chance de ter feito um poker. Antes de sair do clube da Luz, Di María agradeceu a Jorge Jesus por toda a confiança que depositou nele, referindo que até então tinha sido o único treinador que tinha acreditado nas suas potencialidades como jogador profissional e disse ainda que deve ao Benfica tudo o que é hoje.
Encerrou sua passagem nos Encarnados com 124 jogos, marcou 15 gols e distribuiu 26 assistências.

### Real Madrid
Em junho de 2010 confirmou sua transferência para o Real Madrid por aproximadamente 25 milhões de euros, assinando um contrato de seis anos com o clube espanhol. Contrato esse que podia chegar aos 37 milhões de euros (dependendo do seu desempenho e dos objetivos alcançados pelo Real Madrid), tornando-o na transferência mais cara da Liga Portuguesa até então.
No time espanhol foi um dos grandes destaques logo em sua temporada de estreia, formando um quarteto ofensivo muito habilidoso e eficiente ao lado de Cristiano Ronaldo, jogando pelos lados do campo, Mesut Özil pelo meio e Gonzalo Higuaín como referência na grande área. No dia 20 de abril de 2011, Di María foi o responsável pela assistência para a cabeçada de Cristiano Ronaldo que resultou no gol do título da Copa do Rei para os merengues.

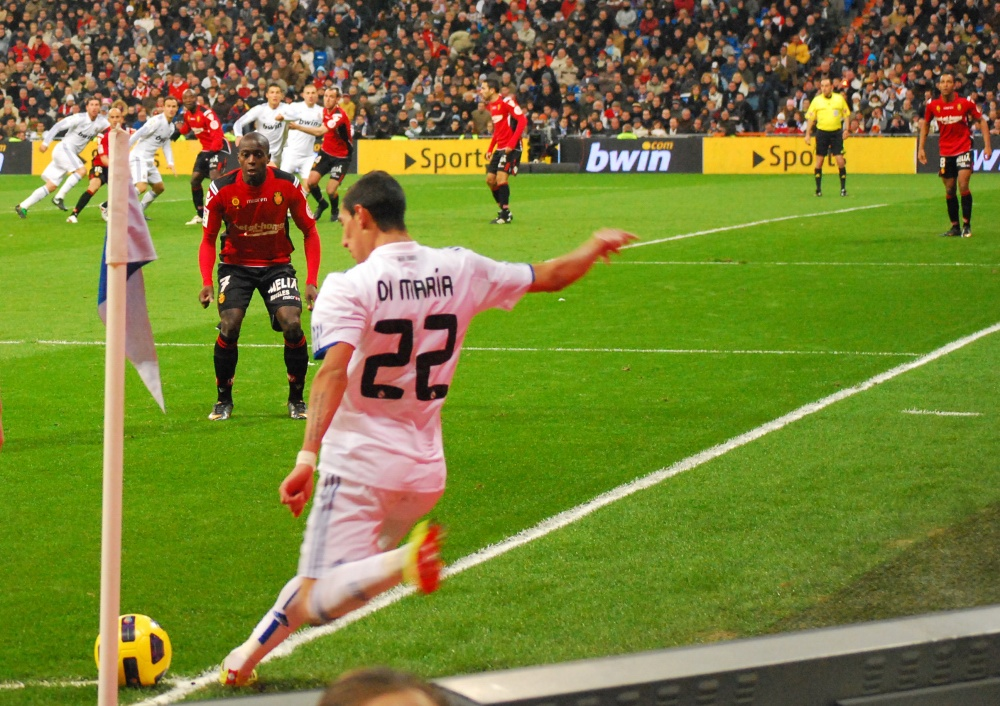
Di María cobrando um escanteio em partida pelo Real Madrid

Na temporada 2011–12 foi um dos principais destaques do clube merengue na conquista do Campeonato Espanhol, pondo fim à sequência de títulos consecutivos do rival Barcelona. O argentino Di María foi o grande protagonista da vitória final sobre o Barça em pleno Camp Nou tendo marcado o primeiro gol e dado o passe para o português Cristiano Ronaldo definir a vitória merengue por 2 a 1. Também se destacou no clássico contra o Atlético de Madrid no Santiago Bernabéu, onde foi autor de seu primeiro hat-trick pelo Real Madrid, que goleou por 5 a 2. Di María também foi importante na campanha merengue na Liga dos Campeões da UEFA, na qual o clube foi eliminado na semifinal pelo Bayern de Munique.
Na temporada 2012–13, novamente o Real falhou em conquistar o décimo título da Liga dos Campeões. O clube merengue foi novamente eliminado na semifinal para uma equipe alemã, desta vez o Borussia Dortmund, com direito a goleada de 4 a 1 no Signal Iduna Park, em Dortmund.
Fez mais um gol contra o time do Real Valladolid no dia 4 de maio de 2013, na vitória por 4 a 3, resultado que fez o Real assumir a segunda colocação do Campeonato Espanhol. Também marcou na vitória de goleada por 6 a 2 sobre o Málaga no dia 8 de maio.
Na temporada 2013–14, conquistou o sonhado título décimo da Liga dos Campeões. Após isso Di María, que estava vivendo seu melhor momento no Real, se transferiu ao Manchester United, surpreendendo quase todos.

### Manchester United
No dia 26 de agosto de 2014 o Manchester United confirmou sua contratação por cinco anos, pelo valor recorde de 59,7 milhões de libras esterlinas, equivalente a 74,9 milhões de euros.
Estreou pelo novo clube no dia 30 de agosto, contra o Burnley, pela Premier League de 2014–15, e marcou seu primeiro gol contra o Queens Park Rangers no dia 14 de setembro, pela mesma competição.
Em fevereiro, intrusos arrombaram um portão na tentativa de entrar na residência de Di Maria em Manchester. A família estava jantando  quando acionou o alarme. Di Maria levou a família para um hotel em Manchester depois do incidente.  Em 2020, a esposa de Di Maria alegou que a vida em Manchester era "horrível".
Ele terminou sua única temporada com quatro gols em 32 jogos. Di Maria culpou o técnico Louis van Gaal por seu desempenho ruim. Em 2016, o jogador criticou: "Começava um jogo em uma posição e, no jogo seguinte, em outra. Marquei gols jogando em uma posição e, de repente, no jogo seguinte, fui escolhido para jogar em uma posição diferente". Em 2019, van Gaal respondeu: “Di Maria diz que o problema fui eu. Eu o coloquei em todas as posições de ataque. Você pode verificar isso. Ele nunca me convenceu em nenhuma dessas posições. Ele não conseguia lidar com a pressão constante sobre a bola na Premier League. Esse era o problema dele". Já em 2022, Louis van Gaal voltou a tocar no assunto e amenizou: "Di María é um jogador muito bom. Jogava no Manchester e tinha muitos problemas pessoais. Entraram na sua casa, roubaram, e isso afetou o seu nível de rendimento". Em 2024, Di Maria alegou que o holandês foi o pior treinador que já teve.

### Paris Saint-Germain
No dia 6 de agosto de 2015, se transferiu para o Paris Saint-Germain por quatro temporadas e cerca de 63 milhões de euros. Seu primeiro gol pelo clube francês em partidas oficiais aconteceu na estreia pela Liga dos Campeões, numa vitória sobre o Malmö, da Suécia. Di María estourou rapidamente no PSG, se tornando um dos principais jogadores da equipe na temporada em que venceu a Ligue 1 (Campeonato Francês), a Copa da França e a Copa da Liga Francesa. O argentino também se tornou o futebolista com mais assistências dadas em uma única temporada, contabilizando 22 na temporada 2015–16.

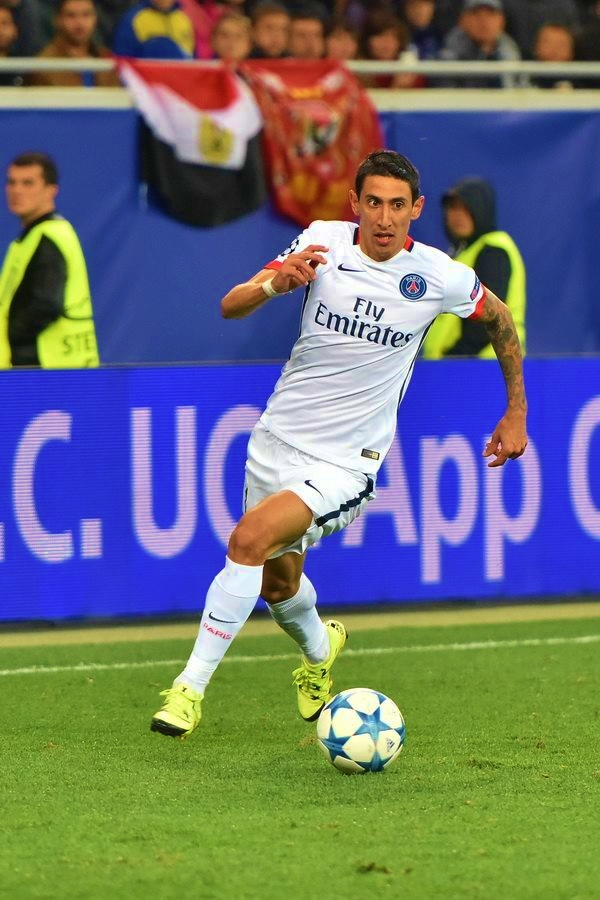
Di María atuando pelo Paris Saint-Germain em 2015

Na temporada seguinte Di María seguiu em grande fase, se tornando na principal estrela da equipe após a saída do sueco Zlatan Ibrahimović para o Manchester United. Agora com total liberdade dentro de campo, o argentino assumiu o posto de grande destaque individual da equipe, sendo ainda mais participativo nas jogadas ofensivas. No jogo de ida das oitavas de final da Liga dos Campeões de 2016–17 contra o Barcelona, Di María acabou com o jogo marcando dois belos gols, um de falta e outro numa ótima finalização de fora da área, na partida que acabou com resultado esmagador de 4 a 0 para o time parisiense. Porém no jogo de volta o mesmo Di María teve uma atuação apagada, assim como toda a equipe do PSG que apenas assistiu o Barcelona desfazer a vantagem construída pelo time francês e vencer o jogo por 6 a 1 no Camp Nou, resultado que eliminou o time de Paris da Liga dos Campeões.
Após a venda de Neymar para o PSG, Di María se tornou alvo preferido do Barcelona, que chegou a oferecer mais de uma proposta ao clube parisiense, que considerou inviável a sua saída. De acordo com os jornais Di María ainda havia chegado a pedir para a diretoria facilitar a sua saída do clube. Com as chegadas de Neymar e Kylian Mbappé, o argentino acabou perdendo espaço no ataque titular do PSG, o que aumentou seu desejo de deixar a equipe. Mesmo assim seguiu tendo boas atuações sempre que teve oportunidade e alguns torcedores do clubes até criticavam a decisão do técnico Unai Emery de deixá-lo na reserva.
No dia 7 de janeiro de 2018, Di María atuou os noventa minutos da partida contra o Rennes, pela Copa da França, e teve uma grande atuação, sendo considerado o melhor jogador da partida. O camisa 11 marcou dois gols e ainda deu assistência para o segundo gol de Mbappé na goleada por 6 a 1 fora de casa. Também se destacou no dia 17 de janeiro, na goleada sobre o Dijon por 8 a 0 no Parc des Princess, em jogo válido pelo Campeonato Francês. Di María marcou os dois primeiros gols da partida, um deles sendo um golaço em que acertou um chutaço de fora da área com curva no ângulo esquerdo do goleiro. Já no segundo, teve apenas o trabalho de empurrar para o gol após receber passe de Neymar. No dia 27 de janeiro voltou a ter uma excelente atuação, marcando mais um gol e iniciando a jogada do segundo gol do brasileiro Neymar na goleada por 4 a 0 sobre o Montpellier, em partida válida pelo Campeonato Francês. No dia 6 de fevereiro foi o grande destaque da vitória por 4 a 1 sobre o Sochaux pela Copa da França, tendo marcado três gols nessa partida, o primeiro deles com menos de um minuto.
Depois de muita contestação da torcida, Di María passou a ser utilizado como titular sob o comando de Thomas Tuchel na temporada 2018–19. Em 12 de fevereiro de 2019, o argentino teve grande atuação na vitória sobre o Manchester United por 2 a 0 em pleno Old Trafford no jogo de ida das oitavas de final da Liga dos Campeões. Hostilizado pela torcida desde o início da partida, o craque decidiu a partida dando as duas assistências para os gols marcados por Presnel Kimpembe e Kylian Mbappé. Ao longo do jogo diversas vaias foram direcionadas ao argentino, além de uma garrafa de cerveja ter sido arremessada. Di María respondeu as provocações mandando beijo para torcida de seu ex-clube e ainda ameaçou tomar um gole da cerveja que foi atirada em sua direção.

### Juventus
Em 8 de julho de 2022, sua chegada à Juventus foi oficializada. O período do contrato é de um ano até 26 de junho de 2023 Em 15 de agosto, em sua estreia na Série A, ele fez sua estreia contra o Sassuolo (3-0) com um gol e uma assistência para o companheiro de equipe Dušan Vlahović. Em 14 de setembro, ele fez sua estreia na Champions League pelos Bianconeri em uma derrota por 1-2 para o Benfica, entrando como substituto de Fabio Miretti. Essa foi ele sua 100ª partida na UEFA Champions League.
Em 5 de outubro, na partida em casa contra o Maccabi Haifa venceu por 3 a 1, ele foi o autor de todas as três assistências para os gols da Juventus.
Já no dia 23 de fevereiro de 2023, Di María marcou o seu primeiro hat-trick pela Juventus, ao decidir a segunda mão (0-3) do play-off da Europa League frente ao Nantes.
Em 6 de junho, Di María anunciou o fim de sua passagem por Turim, ele deixou a Juventus após 40 partidas disputadas, oito gols e sete assistências.

### Retorno ao Benfica
Em 5 de julho de 2023, o Benfica anunciou o retorno de Di María ao clube. No dia 16 de julho de 2023, treze anos depois, Di María volta a jogar de águia ao peito e a marcar na vitória das águias diante do Basileia por 3–1. No dia 9 de agosto de 2023, foi decisivo logo em sua primeira final com o clube após o retorno, a Supertaça contra o rival Porto, marcando um golo na vitória por 2–0, para levantar uma taça com o clube após 13 anos. No dia 29 de setembro, marcou novamente contra o Porto na vitória por 1–0, dessa vez, em partida válida pela Primeira Liga, para garantir a liderança provisória dos Encarnados na competição.
Em agosto de 2024 renovou oficialmente com o Benfica, ficando até o final de 2025 no clube. Após o empate no final da temporada, frente ao Sporting de Braga (1-1), Di María anunciou nas redes sociais que este foi o último encontro no campeonato com a camisola do Benfica, tendo jogado ainda a final da 85ª edição da Taça de Portugal, jogo que ficou marcado pela derrota frente ao rival Sporting (1-3). Realizou seu último jogo pelo clube em 28 de Junho, marcando um gol de pênalti na derrota por 4 a 1 diante do Chelsea, pelas oitavas de final do Mundial de Clubes FIFA de 2025.

### Retorno ao Rosario Central
Em 29 de maio de 2025, o Rosario Central anunciou o retorno de Ángel Di María, marcando o seu retorno ao clube e ao futebol argentino 18 anos após sua saída.

## Seleção Nacional
Em 2007, foi um dos convocados por Hugo Tocalli para o Mundial Sub-20, no Canadá. Juntamente com os outros jogadores famosos como Éver Banega, Mauro Zárate e Sergio Agüero, Di María sagrou-se campeão com a Seleção Argentina ao bater a República Tcheca por 2 a 1 de virada.
Em 2008 fez o gol que valeu a medalha de ouro para a Seleção, no torneio de futebol masculino nos Jogos Olímpicos de Verão de 2008, e também foi eleito o melhor jogador da final nas Olimpíadas.

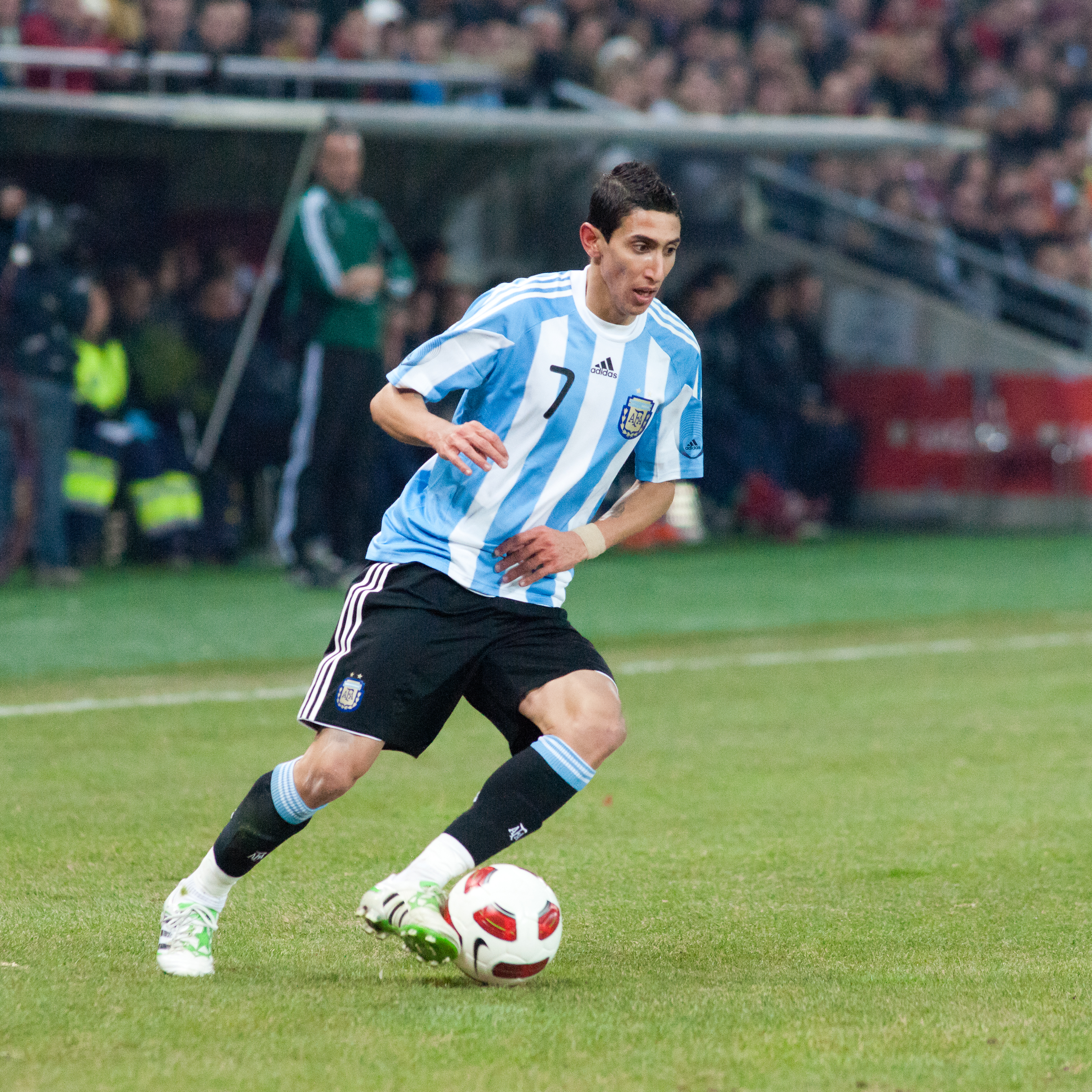
Di María pela Seleção num amistoso contra Portugal em 2011

No dia 6 de setembro de 2008, Di María fez sua estreia pela Seleção principal em uma partida contra o Paraguai.

### Copa do Mundo de 2010
No dia 19 de maio de 2010, Di María foi escolhido pelo técnico da Argentina, Diego Maradona, como um dos 23 convocados para a Copa do Mundo disputada na África do Sul. Na vitória amigável da Argentina por 5 a 0 sobre o Canadá, no dia 24 de maio, Di María marcou seu primeiro gol com a camisa alviceleste. No mundial ele ajudou os hermanos a atingirem as quartas-de-final, jogando nas cinco partidas da Argentina e iniciando quatro delas como titular, sendo um dos destaques da boa campanha da Argentina, que acabou sendo eliminada de forma humilhante para a Alemanha, perdendo por 4 a 0.

### Copa América de 2011
Di María atuou em três partidas durante a campanha da Argentina na Copa América de 2011, marcando um gol. Apesar de sediarem a competição, os hermanos acabaram fazendo uma participação decepcionante, sendo eliminados nas quartas de final para o Uruguai.

### Copa do Mundo de 2014
O jogador atuou em 12 partidas durante a campanha de qualificação da Copa do Mundo de 2014, e foi convocado pelo treinador Alejandro Sabella. Na partida das oitavas de finais contra a Suíça, Di María marcou o único gol do jogo após 118 minutos, após uma assistência de Lionel Messi, classificando os hermanos para a fase seguinte e mantendo o aproveitamento de 100%. Durante a partida das quartas de final contra a Bélgica, Di María sofreu uma ruptura muscular na coxa e depois foi retirado do campo. Mais tarde, foi anunciado depois da partida que Di María perderia o resto do torneio devido à lesão. Nesse mesmo jogo foi dele a assistência para o gol de Gonzalo Higuaín, que classificou a Argentina para as semifinais. A Argentina terminou o torneio como vice-campeã, perdendo a final no dia 13 de julho para a Alemanha, no Maracanã.
No dia 11 de julho, Di María foi nomeado na lista curta dos dez concorrentes para o Prêmio Golden Ball da FIFA (melhor jogador do torneio).
Já no dia 3 de setembro de 2014, em um amistoso frente aos campeões mundiais da Alemanha, Di María teve uma atuação inspirada nos quatro gols da Argentina em uma vitória por 4 a 2, tendo dado três assistências e marcado um gol.

### Copa América de 2015
Em 28 de maio de 2015, Di María foi convocado para disputar a Copa América de 2015. No dia 6 de junho, ele foi selecionado para capitão da equipe na ausência de Lionel Messi para uma partida de preparação contra a Bolívia, onde brilhou marcando dois gols e ajudando na vitória de 5 a 0. Uma semana depois, em sua partida de estreia do torneio contra o Paraguai em La Serena, Di María sofreu uma penalidade que Messi converteu a favor dos hermanos em um empate de 2 a 2. No dia 30 de junho, ele marcou duas vezes e deu uma assistência para Sergio Agüero, sendo eleito o melhor em campo na goleada da Argentina sobre o Paraguai 6 a 1 na semifinal. Na final acabou sendo substituído logo aos 30 minutos de jogo, após sofrer uma lesão. Assistiu do banco de reservas a prorrogação e a disputa por pênaltis, na qual a alviceleste acabou derrotada pelo Chile.
Após a Copa América, teve grande atuação contra o Brasil em partida válida pela terceira rodada das eliminatórias para a Copa do Mundo 2018. Além de ter iniciado a jogada do gol argentino marcado por Ezequiel Lavezzi, ele fez diversas jogadas de habilidade, humilhando a defesa brasileira e incomodando os adversários durante toda a partida, que acabou empatada por 1 a 1.

### 2016: Copa América Centenário
Na partida de estreia da Argentina na Copa América Centenário, no dia 6 de junho, uma revanche da final do torneio anterior contra o campeão, o Chile, Di María marcou um gol e, mais tarde, deu assistência para o gol de Éver Banega em uma vitória por 2 a 1; Di María dedicou o gol a sua avó, que morreu recentemente. Na segunda partida do grupo de seu país contra o Panamá, em 10 de junho, deu mais uma assistência, desta vez para o gol de Nicolás Otamendi, mas novamente acabou se retirando da partida devido uma lesão; a Argentina ganhou o jogo 5 a 0. Ficou de fora o resto do torneio, no qual a Argentina chegou à final da Copa América pela segunda vez consecutiva, mais uma vez perdendo para o Chile nos pênaltis.

### Copa do Mundo de 2018
Esteve presente em todos jogos da classificação dramática da alviceleste para a Copa do Mundo FIFA de 2018. Foi convocado por Jorge Sampaoli para disputar o torneio realizado na Rússia e recebeu muitas críticas após os dois jogos iniciais, nos quais a Argentina apenas empatou com a Islândia em 1 a 1 e perdeu de 3 a 0 da Croácia, ficando à beira de uma eliminação precoce na fase de grupos. Na última rodada, Di María sequer entrou em campo na vitória sobre a Nigéria por 2 a 1, dando lugar a Cristian Pavón.
Nas oitavas de final, contra a França, Sampaoli deu nova oportunidade a Di María, que começou como titular e foi um dos principais personagens da partida mesmo com a eliminação por 4 a 3. Devido ao desempenho abaixo de regular, uma classificação da Argentina seria improvável diante de um adversário qualificado e que acabou por ser a campeã do torneio. Mesmo assim, Di María poderia ter sido o grande protagonista de uma improvável classificação da alviceleste, que perdia por 1 a 0 até o momento em que o camisa 7 acertou um excelente tiro de média distância, marcando um dos gols mais memoráveis da Copa do Mundo.

### Copa América de 2021
Em 10 de junho de 2021, foi um dos 28 convocados pelo técnico Lionel Scaloni para a disputa da Copa América de 2021, no Brasil.
No dia 10 de julho, na final contra o Brasil realizada no Maracanã, Di María marcou o gol que deu o título para os argentinos. Com a vitória por 1 a 0, a Seleção Argentina acabou com um jejum de 28 anos sem ganhar nenhum título.

### Copa do Mundo de 2022
Em 11 de novembro de 2022, Di María foi convocado para a Copa do Mundo de 2022, no Catar. Em 26 de novembro, ele registrou uma assistência no gol de abertura de Messi no segundo jogo do grupo da Argentina, uma vitória por 2-0 sobre o México. Em 18 de dezembro, Di María marcou o segundo gol de sua equipe contra a França na final, minutos depois de ganhar o pênalti para o primeiro gol quando a Argentina derrotou a França por 4-2 nos pênaltis, depois que a partida terminou 3-3 na prorrogação, para ganhar a Copa do Mundo. Ele participou de 5 partidas da seleção, nas quais marcaria um gol e daria uma assistência

## Vida pessoal
Di María é casado com Jorgelina Cardoso desde 2011. A primeira filha do casal nasceu prematura em 2013. Muito ligado ao bairro natal de Perdriel em Rosário, tatuou em seu braço esquerdo o texto: Nacer en la Perdriel fue y será lo mejor que me pasó en la vida.
Di María é apelidado de Fideo, que significa "macarrão" em espanhol, devido ao seu corpo esguio. Ele possui um passaporte italiano pois tem ascendência italiana.

## Estatísticas
Atualizadas até 12 de novembro de 2023
| Clube               | Temporada | Campeonato nacional | Campeonato nacional | Campeonato nacional | Copa nacional[a] | Copa nacional[a] | Copa nacional[a] | Copa da liga | Copa da liga | Copa da liga | Competições continentais | Competições continentais | Competições continentais | Total | Total | Total   |
| Clube               | Temporada | Jogos               | Gols                | Assist.             | Jogos            | Gols             | Assist.          | Jogos        | Gols         | Assist.      | Jogos                    | Gols                     | Assist.                  | Jogos | Gols  | Assist. |
| ------------------- | --------- | ------------------- | ------------------- | ------------------- | ---------------- | ---------------- | ---------------- | ------------ | ------------ | ------------ | ------------------------ | ------------------------ | ------------------------ | ----- | ----- | ------- |
| Rosario Central     | 2005–06   | 1                   | 0                   | 0                   | 0                | 0                | 0                | —            | —            | —            | 4                        | 0                        | 0                        | 5     | 0     | 0       |
| Rosario Central     | 2006–07   | 16                  | 1                   | 0                   | 0                | 0                | 0                | —            | —            | —            | 0                        | 0                        | 0                        | 16    | 1     | 0       |
| Rosario Central     | 2007–08   | 18                  | 5                   | 0                   | 0                | 0                | 0                | —            | —            | —            | 0                        | 0                        | 0                        | 18    | 5     | 0       |
| Rosario Central     | Total     | 35                  | 6                   | 0                   | 0                | 0                | 0                | —            | —            | —            | 4                        | 0                        | 0                        | 39    | 6     | 0       |
| Benfica             | 2007–08   | 26                  | 0                   | 3                   | 5                | 0                | 0                | 3            | 0            | 0            | 10                       | 1                        | 1                        | 44    | 1     | 4       |
| Benfica             | 2008–09   | 24                  | 2                   | 2                   | 0                | 0                | 0                | 5            | 1            | 1            | 5                        | 1                        | 0                        | 34    | 4     | 3       |
| Benfica             | 2009–10   | 26                  | 5                   | 12                  | 1                | 0                | 0                | 4            | 1            | 1            | 14                       | 4                        | 6                        | 45    | 10    | 19      |
| Benfica             | 2023–24   | 28                  | 9                   | 11                  | 6                | 1                | 1                | 3            | 2            | 0            | 11                       | 5                        | 3                        | 48    | 17    | 15      |
| Benfica             | Total     | 101                 | 16                  | 28                  | 12               | 1                | 0                | 15           | 4            | 2            | 40                       | 11                       | 10                       | 171   | 32    | 41      |
| Real Madrid         | 2010–11   | 35                  | 6                   | 11                  | 8                | 0                | 6                | —            | —            | —            | 10                       | 3                        | 3                        | 53    | 9     | 20      |
| Real Madrid         | 2011–12   | 23                  | 5                   | 15                  | 2                | 0                | 0                | —            | —            | —            | 7                        | 2                        | 1                        | 32    | 7     | 16      |
| Real Madrid         | 2012–13   | 32                  | 7                   | 6                   | 9                | 2                | 1                | —            | —            | —            | 11                       | 0                        | 4                        | 52    | 9     | 12      |
| Real Madrid         | 2013–14   | 34                  | 4                   | 17                  | 7                | 4                | 2                | —            | —            | —            | 11                       | 3                        | 6                        | 52    | 11    | 25      |
| Real Madrid         | 2014–15   | 0                   | 0                   | 0                   | 1                | 0                | 0                | —            | —            | —            | 0                        | 0                        | 0                        | 1     | 0     | 0       |
| Real Madrid         | Total     | 124                 | 22                  | 49                  | 27               | 6                | 9                | —            | —            | —            | 39                       | 8                        | 14                       | 190   | 36    | 90      |
| Manchester United   | 2014–15   | 27                  | 3                   | 9                   | 5                | 1                | 1                | 0            | 0            | 0            | 0                        | 0                        | 0                        | 32    | 4     | 10      |
| Manchester United   | Total     | 27                  | 3                   | 9                   | 5                | 1                | 1                | 0            | 0            | 0            | 0                        | 0                        | 0                        | 32    | 4     | 10      |
| Paris Saint-Germain | 2015–16   | 29                  | 10                  | 18                  | 4                | 0                | 2                | 4            | 2            | 2            | 10                       | 3                        | 2                        | 47    | 15    | 24      |
| Paris Saint-Germain | 2016–17   | 29                  | 6                   | 6                   | 4                | 1                | 3                | 3            | 3            | 4            | 7                        | 4                        | 1                        | 43    | 14    | 14      |
| Paris Saint-Germain | 2017–18   | 30                  | 11                  | 6                   | 7                | 8                | 3                | 3            | 1            | 2            | 5                        | 1                        | 1                        | 45    | 21    | 12      |
| Paris Saint-Germain | 2018–19   | 30                  | 12                  | 11                  | 6                | 5                | 2                | 1            | 0            | 0            | 8                        | 2                        | 3                        | 45    | 19    | 16      |
| Paris Saint-Germain | 2019–20   | 26                  | 8                   | 14                  | 3                | 1                | 0                | 3            | 1            | 2            | 9                        | 3                        | 6                        | 41    | 13    | 22      |
| Paris Saint-Germain | 2020–21   | 27                  | 4                   | 9                   | 6                | 0                | 2                | 0            | 0            | 0            | 10                       | 1                        | 4                        | 43    | 5     | 15      |
| Paris Saint-Germain | 2021–22   | 26                  | 5                   | 7                   | 0                | 0                | 0                | 0            | 0            | 0            | 5                        | 0                        | 1                        | 31    | 5     | 8       |
| Paris Saint-Germain | Total     | 197                 | 56                  | 71                  | 30               | 15               | 12               | 14           | 7            | 10           | 54                       | 14                       | 18                       | 295   | 92    | 111     |
| Juventus            | 2022–23   | 26                  | 4                   | 4                   | 4                | 0                | 0                | 10           | 4            | 3            | —                        | —                        | —                        | 40    | 8     | 7       |
| Juventus            | Total     | 26                  | 4                   | 4                   | 4                | 0                | 0                | 10           | 4            | 3            | —                        | —                        | —                        | 40    | 8     | 7       |

- a. ^  Inclui outras competições como a Supertaça Cândido de Oliveira,  Supercopa da Espanha e a Supercopa da França

### Seleção Nacional
| Ano   |       |      |
| Ano   | Jogos | Gols |
| ----- | ----- | ---- |
| 2008  | 3     | 0    |
| 2009  | 5     | 0    |
| 2010  | 10    | 2    |
| 2011  | 7     | 3    |
| 2012  | 6     | 3    |
| 2013  | 13    | 1    |
| 2014  | 13    | 2    |
| 2015  | 13    | 4    |
| 2016  | 12    | 3    |
| 2017  | 10    | 1    |
| 2018  | 5     | 1    |
| 2019  | 5     | 0    |
| 2020  | 2     | 0    |
| 2021  | 14    | 2    |
| 2022  | 11    | 6    |
| 2023  | 6     | 1    |
| Total | 135   | 29   |

## Títulos
Benfica
- Taça da Liga: 2008–09, 2009–10 e 2024–25
- Primeira Liga: 2009–10
- Supertaça Cândido de Oliveira: 2023

Real Madrid
- Copa do Rei: 2010–11 e 2013–14
- La Liga: 2011–12
- Supercopa da Espanha: 2012
- Liga dos Campeões da UEFA: 2013–14
- Supercopa da UEFA: 2014

Paris Saint-Germain
- Ligue 1: 2015–16, 2017–18, 2018–19, 2019–20 e 2021–22
- Copa da França: 2015–16, 2016–17, 2017–18, 2019–20 e 2020–21
- Copa da Liga Francesa: 2015–16, 2016–17, 2017–18 e 2019–20
- Supercopa da França: 2016, 2017, 2018, 2019 e 2020

Seleção Argentina
- Copa do Mundo FIFA Sub-20: 2007
- Jogos Olímpicos: 2008
- Copa América: 2021 e 2024
- Copa dos Campeões CONMEBOL-UEFA: 2022
- Copa do Mundo FIFA: 2022

### Prêmios individuais
- Jogador do mês da Primeira Liga: abril de 2010
- Melhor jogador da final da Liga dos Campeões da UEFA: 2013–14
- Time da temporada da Liga dos Campeões da UEFA: 2013–14
- Dream Team (Time dos sonhos) da Copa do Mundo FIFA: 2014
- Melhor jogador do mês do Manchester United: setembro de 2014
- Equipe do Ano da UEFA: 2014
- FIFPro World XI: 2014
- Equipe ideal da Ligue 1: 2018–19 e 2019–20
- Equipe ideal CONMEBOL da década 2011–2020 pela IFFHS[67]
- Melhor jogador da final da Copa América: 2024

### Artilharias
- Supercopa da França de 2018 (2 gols)
- Copa dos Campeões CONMEBOL–UEFA de 2022 (1 gol)
- Copa do Mundo de Clubes da FIFA de 2025 (4 gols)